# Karl Strack (Pilot)

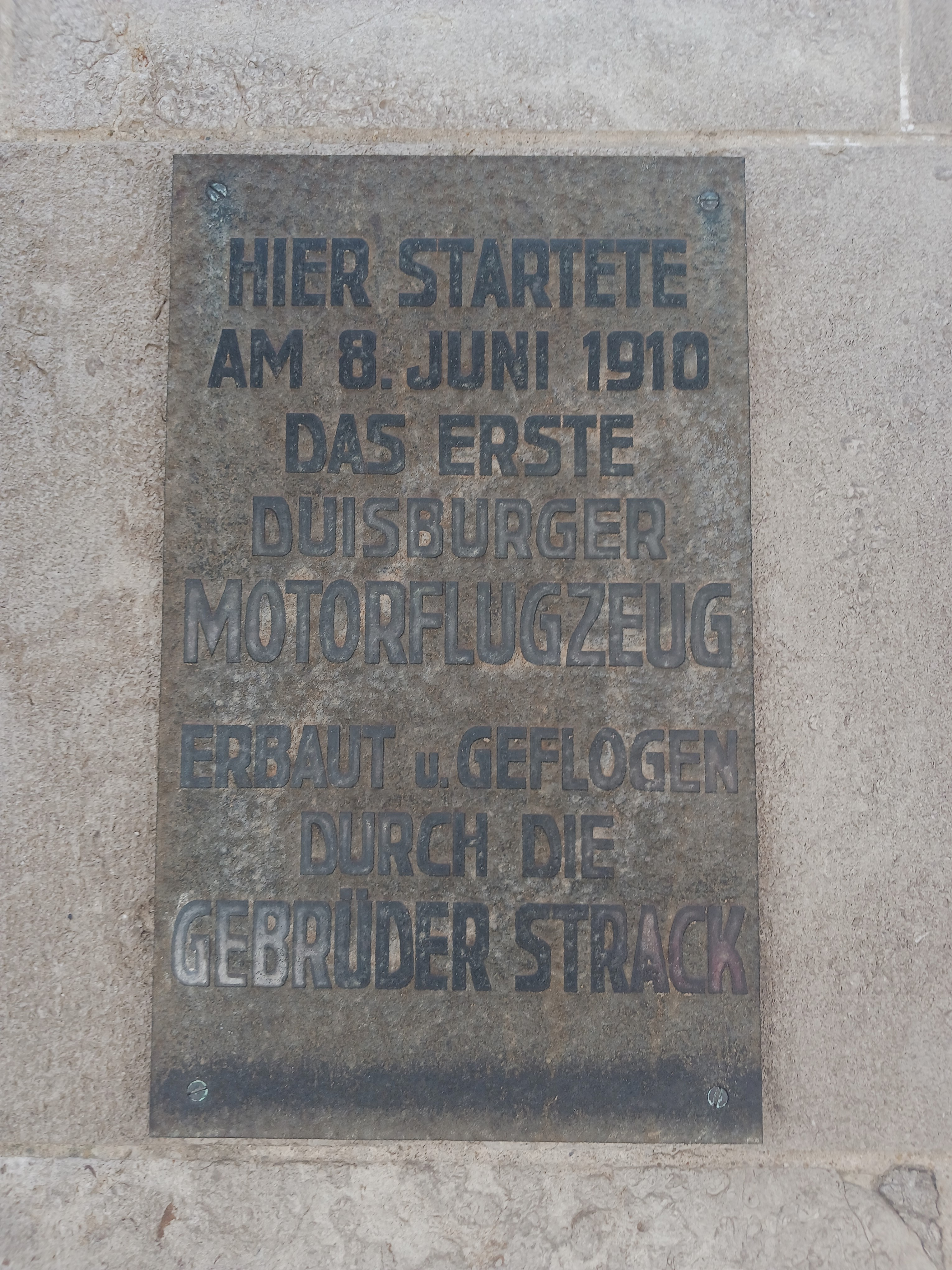
Gedenktafel für die Gebrüder Strack am Duisburger Stadthaus am König-Heinrich-Platz

Karl Strack (* 8. September 1881 in Duisburg; † 1945) war ein deutscher Erfinder und Flugpionier.

## Leben
Karl Strack wurde am 8. September 1881 in Duisburg geboren. Er wuchs in der Altstadt auf und erlernte das Handwerk eines Installateurs. Nach dem Ende seiner Ausbildung gründete er an der Memelstraße in Neudorf eine Werkstatt. Hier entstand im Jahr 1903 ein selbstgebautes Motorrad, mit dem er in Duisburg für Aufsehen sorgte. Zusammen mit seinem Bruder Peter startete er am 8. Juni 1910 auf dem Wiesenhügel am Pulverweg in der Nähe des heutigen Stadttheaters mit einem selbstgebauten Flugzeug, der „Strack I“, und es gelang ihnen, für wenige Minuten eine Flughöhe von drei Metern zu erreichen.
Strack entwickelte in den folgenden Jahren einen Motor nach dem Rotationsprinzip. Mit diesem startete er im Jahr 1912 zu einer Reise, bei der er in über 200 Metern Höhe den Duisburger Kaiserberg umkreiste. Karl Strack begann mit der Entwicklung von speziellen Schwimmkörpern für seine Maschinen, um von Land und vom Wasser aus starten zu können. Der Flugpionier gründete im Duisburger Stadtteil Neuenkamp noch 1913 ein eigenes Werk, in dem er mit dem Bau eigener Flugzeuge begann. 
Die „Strack-Flugzeugwerke“ unterhielten eine eigene Fliegerschule, in der Strack den Pilotennachwuchs ausbilden lassen wollte. Nach dem Ausbruch des Ersten Weltkrieges wurde Karl Strack als Flugzeuginstrukteur nach Köln berufen. Die technischen Fortschritte, die die Luftfahrt während des Krieges erlebte, führten dazu, dass Strack sein eigenes Werk nach Kriegsende schließen musste. Karl Strack starb im Jahr 1945.
Im Jahr 1971 wurde ihm zu Ehren ein Teil der Kasinostraße in der Altstadt zum Karl-Strack-Platz umbenannt. Außerdem brachte man eine Gedenktafel am Stadthaus in der Moselstraße an.